# Чемпіонат Німеччини з хокею 1952—1953
Чемпіонат Німеччини з хокею 1953 — 36-ий регулярний чемпіонат Німеччини з хокею, чемпіоном став ХК Фюссен.
Чемпіонат пройшов за новою формулою у два кола.

## Підсумкова таблиця
| М  | Команда          | І  | Пер | Н | Пор | Ш      | О  |
| -- | ---------------- | -- | --- | - | --- | ------ | -- |
| 1. | ХК Фюссен        | 14 | 12  | 2 | 0   | 134:33 | 26 |
| 2. | СК Ріссерзеє     | 14 | 11  | 2 | 1   | 96:45  | 24 |
| 3. | Крефельдер ЕВ    | 14 | 10  | 0 | 4   | 85:42  | 20 |
| 4. | Бад Тельц        | 14 | 5   | 1 | 8   | 54:63  | 11 |
| 5. | Бад-Наугайм      | 14 | 5   | 0 | 9   | 50:54  | 10 |
| 6. | Пройзен Крефельд | 14 | 5   | 0 | 9   | 55:102 | 10 |
| 7. | Дюссельдорф ЕГ   | 14 | 3   | 1 | 10  | 26:96  | 7  |
| 8. | Розенгайм        | 14 | 2   | 0 | 12  | 34:99  | 4  |

Скорочення: М = підсумкове місце, І = ігри, Пер = перемоги, Н = нічиї, Пор = поразки, Ш = закинуті та пропущені шайби, О = набрані очки

## Перехідний матч
- Дюссельдорф ЕГ — ЛТТЦ Рот-Вайс Берлін 14:3

## Склад чемпіонів
ХК Фюссен
Вільгельм Бехлер, Карл Фішер, Людвіг Кун, Ксавер Унзінн, Мартін Бек, Фріц Клебер, Курт Зепп, Ернст Еггербауер, Пауль Амброс, Освальд Губер, Георг Гуггемос, Маркус Еген. Тренер: Франк Тротт'є